# Annia Cornificia Faustina
Annia Cornificia Faustina fue una dama romana del siglo II, hermana del emperador Marco Aurelio.

## Familia, matrimonio e hijos
Fue hija del senador Marco Annio Vero y de su esposa Domicia Lucila, y hermana menor del emperador Marco Aurelio. Nació probablemente en el año 122 o 123. Se casó alrededor del año 136  con Cayo Umidio Cuadrato Anniano Vero con quien tuvo dos hijos: Marco Umidio Cuadrato y Umidia Cornificia Faustina. Murió en el año 152.